# Mecanicismo (filosofia)
O mecanicismo é uma teoria filosófica determinista segundo a qual todos os fenômenos se explicam pela causalidade mecânica ou em analogia à causalidade mecânica (causalidade linear ou, instrumentalmente, como meio para uma causa final).  
Em biologia, mecanicismo refere-se às teorias que afirmam que todos os fenômenos que se manifestam nos seres vivos são mecanicamente determinados e, em última análise, essencialmente de natureza física, química e biológica. Esta postura opõe-se às explicações vitalistas que postulam a existência de uma força ou impulso vital sem a qual a vida não poderia ser explicada.